# Pierluigi Pairetto
Pierluigi Pairetto (né le 15 juillet 1952 à Turin) est un ancien arbitre italien de football. Il officia entre 1980 et 1998. 

## Scandale en Italie en2006
Lors du scandale des matchs truqués en 2006, il est au cœur de l'affaire : le public italien prend connaissance des conversations de Luciano Moggi, directeur général de la Juventus, et Pierluigi Pairetto, ancien arbitre, chargé par la fédération italienne de football de sélectionner les arbitres pour les rencontres de championnat entre 1999 et 2005. Lors de ces échanges, Moggi donnait ses instructions pour la désignation des arbitres pour les matches de son équipe. Il écopa de trois ans et demi de suspension de toute fonction en rapport avec le football. Par la suite, on apprend que Pairetto s'entretenait également avec Giacinto Facchetti (20 appels interceptés), Massimo Moratti (3 appels), Adriano Galliani (50 appels) et Massimo Cellino (65 appels).

## Carrière
Pierluigi Pairetto a officié dans des compétitions majeures : 
- Coupe du monde de football des moins de 20 ans 1991 (2 matchs)
- Euro 1992 (1 match)
- Supercoupe d'Italie de football 1992
- Coupe du monde de football de 1994 (1 match)
- Supercoupe d'Italie de football 1994
- Coupe Umbro (1 match)
- Coupe d'Europe des vainqueurs de coupe de football 1995-1996 (finale PSG-Rapid Vienne)
- Euro 1996 (2 matchs dont la finale)